# Liste der Naturdenkmale in Großkarlbach
Die Liste der Naturdenkmale in Großkarlbach nennt die im Gemeindegebiet von Großkarlbach ausgewiesenen Naturdenkmale (Stand 4. März 2024).

## Naturdenkmale
| Nr.         | Bezeichnung              | Lage                                             | Beschreibung                                                                      | Bild                                    |
| ----------- | ------------------------ | ------------------------------------------------ | --------------------------------------------------------------------------------- | --------------------------------------- |
| ND-7332-202 | Ein Mammutbaum           | Kändelgasse, bei Nr. 43a Lage                    | Sequoiadendron giganteum                                                          | Direkt Bild zu diesem Denkmal hochladen |
| ND-7332-245 | Lößwände im Großkarlbach | südlich des Ortes an L 455 und Friedhofsweg Lage | in den Löß eingeschnittene Hohlwege; flächenhaftes Naturdenkmal, drei Teilflächen | Direkt Bild zu diesem Denkmal hochladen |
| ND-7332-554 | Eine Linde               | Hauptstraße, bei Nr. 16 Lage                     | Tilia sp.                                                                         | Direkt Bild zu diesem Denkmal hochladen |
| ND-7332-555 | Solitär-Linde            | Hauptstraße, vor Nr. 38 Lage                     | Tilia sp.                                                                         | Fotos hochladen                         |